# 久冨木原玲
久冨木原玲（久富木原玲、女性、くふきはら れい、1951年- ）は、国文学者、愛知県立大学名誉教授・学長。

## 略歴
鹿児島県出身。鹿児島県立鶴丸高等学校卒業後、1975年早稲田大学法学部卒業。1985年東京大学大学院人文科学研究科国文学専攻博士課程単位取得退学。1987年鹿児島女子短期大学専任講師となり、助教授、1993年共立女子短期大学助教授、教授、2006年愛知県立大学教授となり、2016年名誉教授、2018年学長となる。2016年度サンパウロ大学客員教授を務めた。2005年「源氏物語歌と呪性」で立教大学文学博士。

## 著書
- 『源氏物語歌と呪性』 (中古文学研究叢書)若草書房 1997年10月 ISBN 4948755184
- 『源氏物語の変貌 とはずがたり・たけくらべ・源氏新作能の世界』おうふう 2008年3月 ISBN 978-4273034917
- 『源氏物語と和歌の論 異端へのまなざし』青簡舎 2017年3月 ISBN 978-4903996998

### 共編著
- 「和歌とことばあそび」『論集和歌とレトリック（和歌文学の世界 第10集）』和歌文学会（編）、笠間書院、1986年9月。全国書誌番号:86059749、NCID BN01497271。
- 「和泉式部の花と夢の歌: 小町詠を起点として」『論集和泉式部（和歌文学の世界 第12集）』和歌文学会（編）、笠間書院、1988年9月。全国書誌番号:89004855、NCID BN02795118。
- 「花に物思ふ春: 式子内親王A百首考」『論集中世の文学 韻文篇』久保田淳（編）、明治書院、1994年7月。ISBN 4625411106
- 『和歌とは何か』(日本文学を読みかえる）編 有精堂出版 1996年6月 ISBN 4640309821
- 『源氏物語の歌と人物』池田節子,小嶋菜温子共編 翰林書房 2009年5月 ISBN 978-4877372842
- 『武家の文物と源氏物語絵 尾張徳川家伝来品を起点として』高橋亨,中根千絵共編 翰林書房 2012年3月 ISBN 978-4877373276

## 論文
- <久富木原玲